# Пластические искусства
Пласти́ческие иску́сства, также простра́нственные иску́сства (фр. arts plastiques, (нем. plastische Künste) — один из трёх классов искусства, наряду с пространственно-временны́ми и временны́ми искусствами. Объединяет виды художественного творчества и произведения, которые в материальном смысле существуют в пространстве, не изменяясь и не развиваясь во времени. Произведения пластических искусств имеют материальный, физический характер и выполняются путём обработки материала, особенности формообразования которого определяют их внешний вид.

## Произведения пластических искусств
В академической традиции пластические искусства выделяются в отдельный класс вследствие свойств и характеристик присущих им произведений. Произведение пластического искусства, в первую очередь — материальный объект, который не изменяется и не развивается во времени. Во-вторых, произведение пластического искусства воспринимается зрением, иногда — с участием осязания (в скульптуре и декоративно-прикладном искусстве); для эстетического осмысления архитектурного произведения и в некоторых случаях монументальной живописи и скульптуры необходимо также моторно-двигательное восприятие.

## Терминология
Термины «пластический» и «пластические искусства» имеют в отечественном искусствознании сложную историю. В некоторых случаях именование «пластические искусства» используют в качестве профессионального эвфемизма словосочетания «изобразительное искусство». Так в Малом академическом словаре русского литературного языка (1981—1984) отмечалось, что словосочетание «пластические искусства» равнозначно определению «пространственные искусства». В издании «Краткий словарь терминов изобразительного искусства» (1961) уточнялось, что понятие «пространственные искусства», в целом совпадающее по значению с термином «изобразительное искусство» (но включающее в себя и архитектуру), возникло на основе классификации видов искусств по принципу подразделения последних по способу воплощения в реальность произведений искусства; в данном случае пространственные искусства противопоставлялись «временны́м искусствам» (литературе, устной поэзии, театру, музыке). Термин «пластические искусства» был введён в оборот с целью подчеркнуть «чувственно-наглядный, осязаемый характер соответствующих искусств».
В академическом словаре «Аполлон» НИИ Российской академии художеств даётся целый ряд синонимичных по мнению авторов понятий: пространственные искусства, зрительные искусства, изящные искусства. Мотивация следующая: «Виды искусства, произведения которых имеют предметный характер, создаются путём обработки вещественного материала; существуя в пространстве, произведения пластических искусств представляют собой не развивающиеся во времени объёмно-пространственные структуры, реальные или изображаемые; эстетическая выразительность их связана с утверждением объемной формы в пространстве и переживанием её пространственного развития, связанного со всеми особенностями смыслового, идейного, образного значения произведений, с их ритмическим и цветовым строем и всей системой их структурной организации… С XVIII века произведения пластических искусств называются „прекрасными“, „изящными“, и это отражает наглядность, чувственную ощутимость выражения в них красоты бытия, совершенства, идеала. Вместе с тем пластические искусства особенно тесно связаны с глубокой древности с материальным производством, созданием, обработкой и оформлением среды жизни человека и окружающего его предметного мира».
Однако концепции пространственно-временно́й структуры произведений искусства, положенные в основание подразделения искусств на «пространственные» и «временны́е», пересматриваются или полностью отвергаются современными структуралистскими и феноменологическими теориями искусства.
Различия между названными понятиями существенны, хотя они по большей части важны профессионалу-художнику, а не зрителю или художественном критику, озабоченных проблемами восприятия и интерпретации конкретных произведений искусства. М. С. Каган ещё в 1970-е годы писал, что подобный упрощённый онтологический подход, предполагающий отождествление или, по крайней мере, сближение категорий материальной конструкции, внешней формы и развития образного содержания произведения искусства, следует «расценить как явное теоретическое недоразумение», поскольку «когда говорят о делении искусств на пространственные, временные и пространственно-временные, имеют в виду не различие их изобразительных способностей, а различие формы их бытия».
Пластика в общем значении — одно из качеств изобразительной формы; противоположная категория — тектоника. Качества пластичности могут характеризовать произведения самых разных видов искусства, включая архитектуру, балет, пантомиму, сценическое мастерство актёра. Кроме того термины пластический и пластичный также являются не синонимами, а паронимами — созвучными и схожими в написании, но имеющими разное значение. Прилагательное пластический употребляют по отношению к пластике — разновидности изобразительного искусства, противополагая искусству скульптуры (и качеству тектоничности). Произведения скульптуры и пластики имеют объёмную форму, но произведения пластики создаются приёмами лепки из мягких, пластичных материалов: глины, воска, пластилина, гипса. Искусство пластики основывается на особенном способе формообразования, называемом «формосложением» — прибавлением, наращиванием формы, например при лепке из глины на каркасе. Такой способ противополагается способу формовычитания, характерному для искусства скульптуры, или ваяния, произведения которого выполняются из твёрдых материалов методом высекания, удаления лишнего из начальной массы каменного или иного блока.
В классическом немецком искусствознании, в частности, в работах Пауля Франкла и Ганса Зедльмайра, используется подобная пара понятий процесса формообразования (нем. Formgebung): «вычитательного» (нем. divisieren) и «слагательного» (нем. additieren). У художника, который ежедневно, в течение многих лет работает над изобразительной формой, в зависимости от преимущественного использования того или иного способа, складывается определённый тип зрительного и осязательного восприятия формы и пространства. Это различие сказывается не только во внешних приёмах техники, но и в существе художественного мировосприятия. Если мы проследим за исторической эволюцией искусства, то заметим, что на ранних стадиях развития обычно господствует скульптурный стиль, а на более поздних — пластический".
Производным определением пластичный мы обозначаем одно из зрительных качеств формы произведения искусства, которая имеет проявленные свойства «текучести», связности частей и мягкости перехода от одной части к другой: пластичное движение, пластичный жест, танец и так далее), либо физическое свойство материала, легко поддающегося нужному изменению: пластичный воск, пластичный пластилин, пластичная глина (см. пластика).
Термин «пластический» в современной морфологии искусства также переосмысляется, поскольку качества пластичности могут характеризовать произведения самых разных видов искусства, включая архитектуру, балет, пантомиму, сценическое мастерство актёра. Так М. С. Каган, ссылаясь на музыковеда Л. А. Мазеля, приводит в качестве примера термин «пластическая интонация» в музыке и определение «пластически-интонированное представление» в отношении искусства пантомимы.
Для пластических искусств, как и для других классов искусств, характерно освоение мира посредством художественных образов. Художественный образ пластического искусства можно условно разделить на три компонента:
- Тектонический, который заключается в организации вещественного материала в трёхмерном пространстве, формировании его конструкции и тектоники, расположении отдельных частей так, чтобы достигалась целостность композиции (в изобразительном искусстве, архитектуре);
- Выразительный, который состоит в применении зрительно-формальных элементов, направленных на создание определённого настроения (эмоционального воздействия на человека);
- Изобразительный (специфичный для живописи, скульптуры и графики), который заключается в непосредственно-визуальном воспроизведении предметов, форм и явлений окружающего мира или ассоциативном напоминании о них.

## История
В теории искусствознания возникновение и развитие пластических искусств связывают непосредственно с возникновением искусства как такового. Зачатки пластических искусств можно обнаружить с древнейших времён в обработке и оформлении предметной среды человека, которые на ранней стадии первобытного искусства сливались с внеэстетической деятельностью — материальным производством, бытом, социальными ритуалами. В первобытном обществе предметы, создаваемые человеком, уже наделялись магическим или религиозным смыслом, в котором проступали зачатки образного осмысления действительности (первобытное искусство). К эпохе позднего палеолита относились первые образцы пластики («Венеры палеолита»), расцвет пещерной живописи и наскальных росписей, развитие искусства резьбы по кости. На основе первоначальных, примитивных опытов выработалось мастерство, проявившееся в искусстве мадленского времени: наскальная живопись (обычно исполненная красной, жёлтой и чёрной красками); рисунки, вырезанные на камне, кости и роге; барельефные изображения; иногда — круглая скульптура. Большую роль занимали изображения зверей: бизонов, оленя, носорога, мамонта, пещерного льва, медведя, дикой свиньи, льва, лошади, птиц, рыб и змей. Чрезвычайно редко изображались растения.
В медном веке, с возникновением и распространением земледелия и скотоводства, изменилось жилище: в поселениях Трипольской культуры возникли прямоугольные дома с полом из глиняных плиток, которые изнутри украшались росписью, в середине которых иногда находился крестообразный жертвенник из глины, украшенный орнаментом. Большие изменения произошли в изобразительном искусстве: нарастала схематизация изображений и одновременно повествовательная сложность, приведшая к первым попыткам отобразить динамику. Центральной темой становится совместная деятельность людей — коллектива древних охотников.
Художественное развитие человечества привело к обособлению архитектуры, прикладного искусства, живописи, графики, скульптуры как отдельных видов искусства. Первыми в отдельную группу от неизобразительных выделились изобразительные искусства. Если на ранних этапах бытования пластических искусств живописные, скульптурные и графические изображения не обладали, за редким исключением, самостоятельностью и использовались как средства оформления жилища, орудий труда, оружия, утвари и так далее, то позже приобрели «самостоятельное бытие», которое обычно называют станковым. Произведения станковой живописи, графики, скульптуры стали самостоятельными эстетическими объектами, существующими как бы вне окружающей среды.
В рабовладельческих обществах Древнего Востока получили развитие скульптура и живопись, существовавшие в большинстве случаев в синтезе с монументальным зодчеством, а также прикладное искусство. Синтез искусств, в котором доминирующую роль играла архитектура, был отличительной особенностью и важным достижением культуры Древнего Востока. В искусстве древневосточных народов Передней Азии были изобретены канон, монументальная архитектура и скульптура, глиптика, скульптурный рельеф и горельеф, металлопластика, мозаичное искусство, дворцовая архитектура, глазурованный кирпич, стенные росписи и своды.
В культуре Древнего Египта, а затем в Древней Греции и Древнем Риме медленно шло развитие станковых форм изобразительного искусства. Первой формой самоопределения изобразительного искусств стала портретная пластика в жанре интимного, психологического портрета (изображения Нефертити, портреты Скопаса, портретные бюсты в Древнем Риме). В античном искусстве не только изобразительное творчество, но уже и архитектура приобретает бо́льшую эстетическую содержательность, свободу развития. Вместе с тем сохранялась органическая связь между всеми сферами художественной обработки действительности, что выражалось в единстве стиля всего предметного окружения античной эпохи — от монументального зодчества до бытовой утвари, одежды и так далее.
В раннем Средневековье в Европе и Азии вновь наблюдалось более тесное срастание пластических искусств с ремёслами и материальным производством. Большое влияние на этот процесс оказало религиозное сознание, в известной степени ограничивавшее непосредственное эстетическое освоение мира. Вместе с тем эпоха Средневековья была отмечена важными достижениями в искусстве, в первую очередь — в сфере изучения внутреннего мира человека. В средневековье сохранялся монолитный тип художественного стиля (романский стиль, готика). Живопись и скульптура состояли в синтезе с архитектурой, декоративно-прикладным искусством, и в целом со всей материальной культурой. Например, византийская мозаика была неразрывно связана с архитектурными формами интерьеров, и сама в свою очередь являлась одним из главных элементов формирования архитектурного образа.
Переломным моментом в истории пластических искусств стала эпоха Возрождения в Европе. Сильное развитие разделения труда способствовало окончательному превращению пластических искусств в исключительно художественную деятельность. В сознании современников эпохи Возрождения живопись, скульптура, архитектура обрели статус «свободных художеств», наряду с поэзией и музыкой, а религиозные образы стали наполняться светским содержанием. Светский реализм решительно раздвинул границы искусства, мир предстал перед художниками в ранее неизведанном богатстве и многообразии, вследствие чего существенно расширились возможности изобразительного искусства. Живопись и скульптура были отделены от архитектуры, что выдвинуло на первый план станковые формы искусства. Данный процесс привёл к распаду стилистической и идейной целостности всей совокупности пластических искусств, упадку сферы художественных ремёсел.
В XIX веке характер эволюции пластических искусств кардинально поменялся: вместо медленной смены стилей началось динамичное чередование различных направлений и школ. С середины столетия главной тенденцией в архитектуре и декоративно-прикладном искусстве стал эклектизм; в изобразительном творчестве — смена, борьба и сосуществование разнообразных художественных течений.
В конце XIX века усилилась тенденция к возрождению стилистического единства всех пластических искусств. Модерн, возникший на рубеже веков, ставил перед собой первостепенную задачу — возвращение к синтезу искусств, к единому «большому» стилю, в котором могли органически соединиться пластические искусства и все области художественной обработки материальной среды.
В XX веке вся система пластических искусств претерпела глубокие изменения, что было связано с появлением качественно новых направлений в искусстве — авангарда и модернизма. Технический прогресс обусловил появление новых видов и форм пластических искусств (фотомонтаж и др.), расширении сферы применения навыков художников. Сложившаяся массовая культура проявилась в появлении художественного конструирования (дизайна), оформительского искусства, полиграфии, которые вытеснили из повседневной практики массовые художественные ремёсла (народное творчество и художественные промыслы). Становилась всё сильнее связь пластических искусств с жизнью общества, о чём свидетельствовало интенсивное развитие политических жанров: плаката, карикатуры, газетно-журнальной графики.

## Виды пластических искусств
Виды пластических искусств в классическом искусствоведении делят на два раздела:
- Изобразительные искусства (воспроизводящие с различной мерой достоверности визуально воспринимаемую действительность):
  - Живопись;
  - Скульптура;
  - Графика;
  - Монументальное искусство;
  - Фотоискусство.
- Неизобразительные искусства (в них зрительно-пространственные формы, как правило, не имеют прямых аналогий в реальной действительности):
  - Архитектура;
  - Декоративно-прикладное искусство;
  - Художественное конструирование (дизайн).

Границы между изобразительными и неизобразительными искусствами зачастую очень условны. В декоративно-прикладном искусстве активно применяются более или менее условные изобразительные мотивы, зачастую — законченные изображения, родственные изобразительному творчеству (например, сосуды в виде фигурок людей или животных). В архитектуре иногда воспроизводятся органические и растительные формы, в архитектурном декоре — растительные, зооморфные и антропоморфные мотивы.
В самих изобразительных искусствах иногда прибегают к оторванным от действительности образам и сюжетам (в книжной графике, плакате, монументальной живописи и скульптуре). Такая область изобразительного искусства, как орнамент может включать как изобразительные, так и неизобразительные формы.
Архитектура, прикладные искусства и дизайн в целом не могут относиться к изобразительным искусствам, так как их произведения (здание, сосуд, кресло, машина, прибор и т. д.) не изображают ничего в материальном мире. Неизобразительные искусства иногда называли «преобразительными», поскольку в них предметный мир не изображается, а изменяется (преображается). Моисей Каган предпочитал обозначать их термином архитектонические искусства.